# 東越谷
東越谷（ひがしこしがや）は、埼玉県越谷市の町名。郵便番号は343-0025。現行行政地名は東越谷一丁目から十丁目。郵便番号は343-0023。

## 地理
埼玉県の東部地域で、越谷市の中部に位置する。東武伊勢崎線（東武スカイツリーライン）越谷駅から東に500 mほど離れた一帯で、西部から南部の境界を元荒川が流れる。区画整理事業が実施され、主に住宅地となっている。

### 河川
- 元荒川

## 歴史
かつて大部分は東小林村であった。
- 1889年（明治22年）4月1日 町村制施行により、増林村、増森村、中島村、花田村、東小林村が合併し南埼玉郡増林村が成立、増林村大字東小林となる。
- 1954年（昭和29年）11月3日 増林村が南埼玉郡越ヶ谷町、大沢町、新方村、桜井村、大袋村、荻島村、出羽村、蒲生村、大相模村と合併し越谷町が成立、越谷町大字東小林となる。
- 1957年（昭和32年）4月1日 - 越谷市立東中学校創立[4]。
- 1958年（昭和33年）11月3日 - 越谷町が市制施行し、越谷市大字東小林となる。
- 1969年（昭和44年）4月 - 越谷保育専門学校設置[5]。
- 1971年（昭和46年）6月1日 - 大字東小林から東越谷一丁目〜四丁目成立（東小林土地区画整理事業の完成による）。
- 1978年（昭和53年）11月1日 - 大字東小林、大字花田、大字瓦曽根の各一部から東越谷六丁目〜十丁目が成立。大字東小林消滅。
- 1980年（昭和55年）11月29日 - 大字越ケ谷、東越谷一丁目の各一部から東越谷四丁目の一部と東越谷五丁目[6]が新たに成立。
- 1983年（昭和58年） - 東越谷第二土地区画整理事業完了により、大字越ヶ谷の一部が四丁目に編入（28・29番地）。
- 2018年（平成30年）11月10日 - 1986年（昭和61年）より始まった東越谷土地区画整理事業が完了し、東越谷六丁目から十丁目の住居表示が実施。大字増林の一部が九丁目・十丁目に編入、七丁目と八丁目の境界が直線になる変更がなされた。

## 世帯数と人口
2018年（平成30年）3月1日現在の世帯数と人口は以下の通りである。
| 丁目         | 世帯数    | 人口     |
| ------------ | --------- | -------- |
| 東越谷一丁目 | 1,182世帯 | 2,394人  |
| 東越谷二丁目 | 1,051世帯 | 2,153人  |
| 東越谷三丁目 | 614世帯   | 1,381人  |
| 東越谷四丁目 | 606世帯   | 1,329人  |
| 東越谷五丁目 | 559世帯   | 1,181人  |
| 東越谷六丁目 | 830世帯   | 2,066人  |
| 東越谷七丁目 | 831世帯   | 2,107人  |
| 東越谷八丁目 | 791世帯   | 2,163人  |
| 東越谷九丁目 | 519世帯   | 1,352人  |
| 東越谷十丁目 | 722世帯   | 1,896人  |
| 計           | 7,705世帯 | 18,022人 |

## 小・中学校の学区
市立小・中学校に通う場合、学区（校区）は以下の通りとなる。
| 丁目         | 番地               | 小学校               | 中学校             |
| ------------ | ------------------ | -------------------- | ------------------ |
| 東越谷一丁目 | 全域               | 越谷市立東越谷小学校 | 越谷市立中央中学校 |
| 東越谷二丁目 | 全域               | 越谷市立東越谷小学校 | 越谷市立中央中学校 |
| 東越谷三丁目 | 全域               | 越谷市立東越谷小学校 | 越谷市立中央中学校 |
| 東越谷四丁目 | 全域               | 越谷市立東越谷小学校 | 越谷市立中央中学校 |
| 東越谷五丁目 | 全域               | 越谷市立東越谷小学校 | 越谷市立中央中学校 |
| 東越谷六丁目 | 1〜1036 1044〜9999 | 越谷市立東越谷小学校 | 越谷市立東中学校   |
| 東越谷六丁目 | 1037〜1043         | 越谷市立花田小学校   | 越谷市立中央中学校 |
| 東越谷七丁目 | 全域               | 越谷市立城ノ上小学校 | 越谷市立東中学校   |
| 東越谷八丁目 | 全域               | 越谷市立城ノ上小学校 | 越谷市立東中学校   |
| 東越谷九丁目 | 全域               | 越谷市立城ノ上小学校 | 越谷市立東中学校   |
| 東越谷十丁目 | 全域               | 越谷市立城ノ上小学校 | 越谷市立東中学校   |

## 交通

### 鉄道
町内に鉄道は通っていないが、越谷駅が徒歩圏内にある。また、越谷駅東口とJR武蔵野線南越谷駅（至近に東武伊勢崎線新越谷駅がある）北口を発着する朝日バス、南越谷駅南口と東武伊勢崎線せんげん台駅東口を発着するタローズバスが町内を通っている。

### 道路
- 埼玉県道115号越谷八潮線（草加産業道路）

## 施設
一丁目
- 東福寺

三丁目
- セレモニー越谷ホール
- 東越谷第二公園
- 越谷保育専門学校

四丁目
- 栃木銀行
- 越谷市立図書館

五丁目
- 東越谷五丁目自治会館

六丁目
- 越谷市立東越谷小学校
- 越谷警察署
- 東越谷郵便局
- 青木信用金庫東越谷支店

七丁目
- 七丁目自治会館

八丁目
- 越谷市立増林保育所

九丁目
- さいたま地方法務局越谷支部
- さいたま地方裁判所越谷支部
- 九丁目自治会館
- 越谷市立東中学校

十丁目
- 越谷市立病院